# Opius ovaliscapus
Opius ovaliscapus är en stekelart som beskrevs av Fischer 1999. Opius ovaliscapus ingår i släktet Opius och familjen bracksteklar. Inga underarter finns listade i Catalogue of Life.